# Ungrare
Ungrare (ungerska: magyarok, uttal [ˈmɒɟɒrok]) är ett folkslag som främst bor i dagens Ungern samt i dess grannländer. Ungrarna talar i allmänhet ungerska.

## Namnet
Sammansättningen magy-ar består av två delar av vilka den första anses peka på det närmaste frändefolket manserna och den andra på ordet er(j) i betydelsen man~son~människa.
Benämningen ungersk härrör från fornslaviska språk och går troligen tillbaka på namnet på en turkisk stam onogur ("tiostamsfolket"), med vilka ungrarna en gång varit i förbund. Samma namn ligger troligen också till grund för namnet på språkfamiljen ugri. Ungrarnas eget namn på sig själva magyar antogs av Ungerns grannländer först efter första världskriget.

## Historia

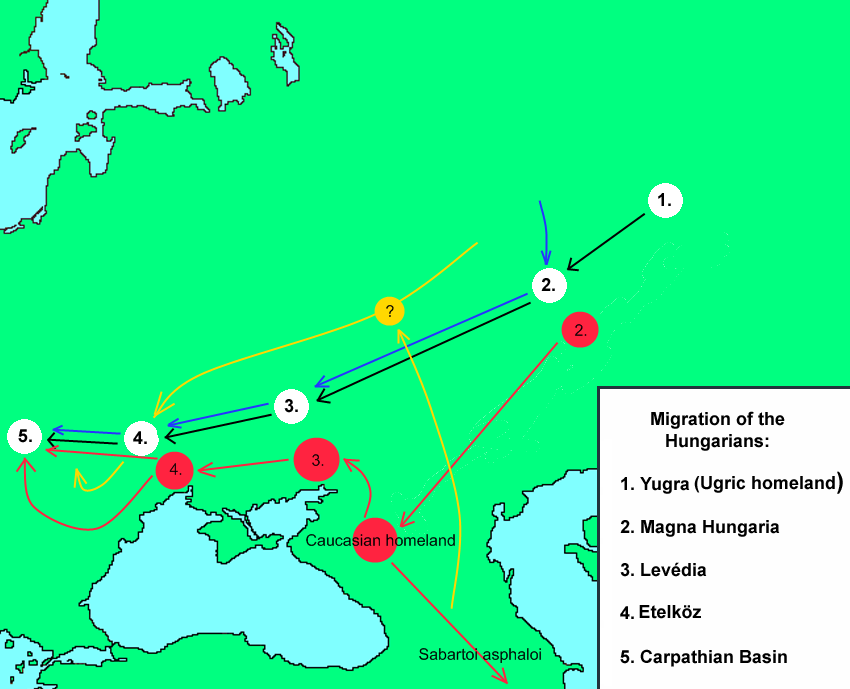
Ungrarnas migrationer

På grund av ungrarnas sena ankomst till det nuvarande bosättningsområdet kring Donaus mellersta lopp och deras förfäders långa historiska vandring (från cirka 3000 f.Kr. – 895 eller 896 e.Kr.) är detta folks förhistoria något oklar. En del teorier är föremål för ett ständigt meningsutbyte (till exempel om de äldsta förfädernas möjliga vandringar öster om Ural). Efter att cirka 3000 f.Kr. ha lämnat det gemensamma finsk-ugriska urhemmet förde ungrarnas förfäder ett nomadiserande liv på geografiskt så vidsträckta områden att det är ytterst svårt att följa denna vandring i enskildheter. Den gemensamma ugriska perioden (innan manser och chanter gick sin egen väg) anser man ha förlöpt inom ett skogigt stäppområde, där man livnärt sig på boskapsskötsel kombinerad med jordbruk. I samband med att en torrare klimatperiod inträdde i slutet av bronsåldern, som gav stäppen en ökenartad prägel, tvangs ungrarna antingen att flytta längre norrut eller också att övergå till nomadiserande levnadssätt med boskapsskötsel som huvudnäring. Stammen delades i två delar, av vilka en valde det förstnämnda alternativet, den andra alternativ två. Obugriernas förfäder flyttade norrut för att bevara sitt varierande levnadssätt under det att fornungrarnas förfäder ändrade levnadssätt och blev nomadiserande boskapsskötare. Denna splittring anses ha ägt rum cirka 1000 eller 500–600 f.Kr. Men även här råder delade meningar.
Man anser att fornungrarna under järnåldern bodde som grannar till sarmaterna, troligen på de östra sluttningarna av södra Ural, där stäpper och skogklädda områden växlade. Senare flyttade de västerut till ett område som i medeltida källor kallas Magna Hungaria. Enligt vad man anser började ungrarna cirka 600 e.Kr. flytta söderut längs Volgas stränder och därefter åter mot väster, där de bosatte sig i området kring Volgas bifloder som grannar till kazarernas khanat vid Don. Detta område i södra Ryssland kallas Levedien. Därifrån härrör ungrarnas kontakt med bolgarerna. Om denna vittnar talrika lånord. Enligt arkeologerna stannade ungrarnas förfäder länge i Levedien.

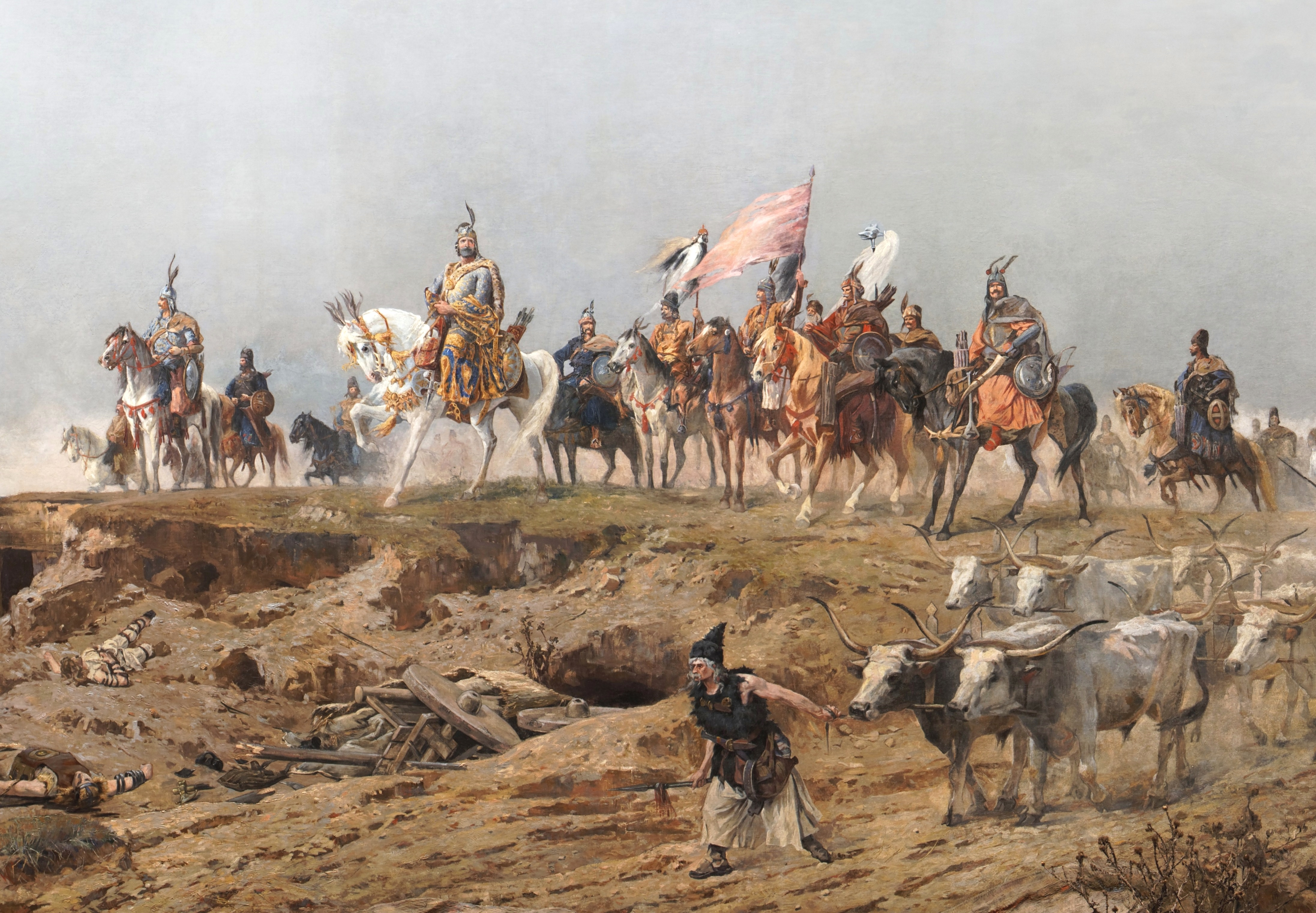
Árpád korsar Karpaterna. En detalj i den stora målningen som tillkom i samband med tusenårsjubileet av ungrarnas erövring av Karpat-bäckenet.

Vistelsen i Levedien tog slut i och med händelser som ägde rum i samband med arabernas intrång i Centralasien. Detta gav upphov till folkvandringar. Petjenegerna trängde under 700-800-talen in i östra Europa. Till följd av de ständiga sammandrabbningarna med dessa drog sig ungrarnas förfäder ännu längre västerut till området mellan Dnepr och Dnestr, Etelköz, och därifrån till slättlandet bakom de s.k. ugriska bergen. Nestorskrönikan noterar för år 898:
| ”                          | Ugrerna tågade förbi Kiev över det berg som nu kallas Ugorskoe, och sedan de kommit fram till Dnepr slog de upp sina tält där: de färdades samma väg som polovtserna. De kom från öster och gick över de höga bergen som fick namnet de ugriska bergen och började kriga mot de vlacher och slaver som bodde där. Ty här bodde tidigare slaver men vlacherna hade tagit slavernas områden. Och sedan jagade ugrerna bort vlacherna och tog detta land i besittning och bosatte sig tillsammans med slaverna, sedan de besegrat dem, och sedan den tiden kom detta land att kallas för det ugriska. | „ |
| – Nestorskrönikan, år 6406 | |   |

### Erövringen avDonaubäckenet
Ungrarna var redan bekanta med det område som de skulle ta i besittning eftersom ungerska truppavdelningar redan sonderat terrängen. Under ledning av furst Árpád trängde ungrarna år 895 (eller 896) över Karpaterna och tog landet, som tidigare beboddes av slaviska och avariska stammar, i besittning. 
Visegrád var tidigt en viktig befästning, som kom att bli huvudstad i det på sena 900-talet grundade ungerska riket. Ungrarna är av nationalromantiska historiker, exempelvis Géza Gárdonyi, beskrivna som en av de hunniska stammarna under Attila, men de beskrivs annars som ett av de folkslag som flydde undan hunnernas expansion.
Då ungrarna kom till Karpat-bäckenet hade de redan en statlig förvaltningsorganisation. I spetsen för denna stod två furstar, varav den ene var regent, kündü, och den andre överbefälhavare, gyula. Detta system hade övertagits från kazarernas khanat liksom mycket annat på det samhälleliga och kulturella området. Den nya statens grundande kan sägas ha ägt rum i och med furst István I:s tronbestigning. Denne tillhörde árpadernas släkt och blev Ungerns förste kung.

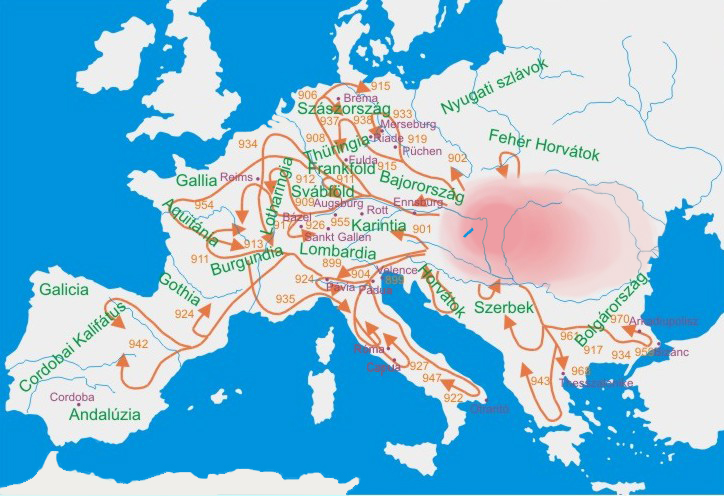
Ungrarnas krigståg under 900-talet.

### Genetisk forskning
Nutida genetisk forskning visar på ett diversifieriat och i viss mån asiatiskt ursprung, särskilt i adeln.

### Krigståg i Västeuropa under 900-talet
Under 900-talet genomförde beridna ungrare från Karpatbäckenet flera krigståg. Dessa drabbade ofta det sönderfallande karolingiska riket hårt, så åren 910, 917,  937 och 954. Efter ett nederlag mot den östfrankiska kungen Otto I på Lechfeld vid Augsburg, den 10 augusti 955, upphörde infallen.

## Ungrarnas utbredning

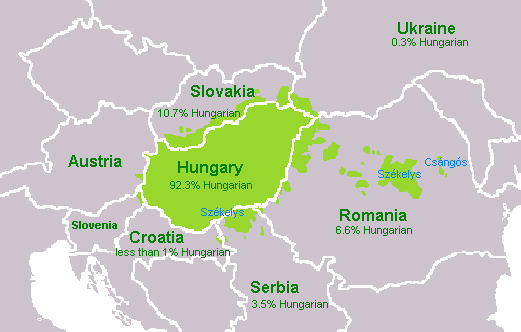
Regioner i gamla Ungerns efterträdarstater där idag talas ungerska.

| Land                       | Ungrare         | Informationsår |
| -------------------------- | --------------- | -------------- |
| Ungern                     | 9 797561        | 2017           |
| efterträdarstaterna        |                 |                |
| Rumänien (Transsylvanien)  | 1 431 807       | 2002           |
| Slovakien                  | 520 528         | 2002           |
| Serbien (Vojvodina)        | 293 299         | 2002           |
| Ukraina                    | 156 600         | 2001           |
| Österrike                  | 40 583          | ?              |
| Kroatien                   | ?               |                |
| Slovenien                  | ?               |                |
| övrigt i världen           |                 |                |
| USA                        | 1 398 000       | 2000           |
| Kanada                     | 267 000         | 2001           |
| Israel                     | 10 000          | 2005           |
| Västeuropa                 | 260 000–270 000 | ?              |
| Tyskland                   | 73 800          | ?              |
| Sverige                    | 40 000 – 70 000 |                |
| Sydamerika                 | 70 000–160 000  | ?              |
| Brasilien                  | 80 000          | 2002           |
| Australien och Nya Zeeland | 62 000          | ?              |